# Epiblasto

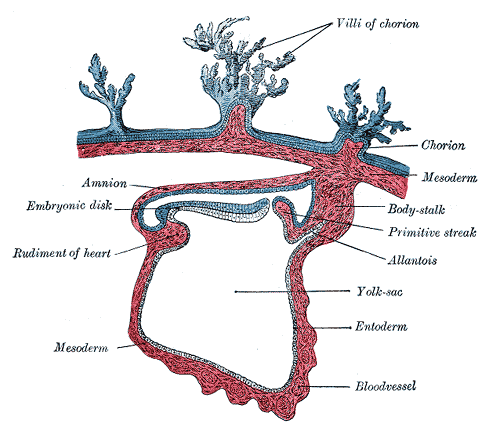
Sezione di un embrione (epiblasto visibile, ma non indicato)

L'epiblasto è la parte di ectoblasto rimanente dopo la neurulazione. 
Per definizione, l'ectoblasto viene definito come foglietto primario neuroectoblastico, cioè formato da neuroblasto + epiblasto; quindi, con la neurulazione, il neuroblasto forma il tubo neurale e l'ipoblasto è la parte rimanente che avvolge la neurula.